# Dendroplex picus
O arapaçu-de-bico-branco, (Dendroplex picus Gmelin, 1788), é uma ave passeriforme, trepadora, arborícola e insetívoras da família Furnariidae, subfamília Dendrocolaptidae, a família dos arapaçus. É nativa das américas central e do sul e também conhecida como arapaçu-de-bico-reto e trepa-troncos-de-bico-direito.  

## Etimologia
Arapaçu — do tupi ara-pa-çó, ornitologia: nome dado ao pica-pau. 

Dendroplex — o nome do gênero tem origem no grego e é composto  pelas palavras δενδρον (dendron) | "árvore", e πλησσω (plēssō) | "golpear"; significando "que golpea as árvores"; 

Picus — o nome da espécie tem origem do latim picus (ponta, bico) derivativo de piccare, que signigica "furar"; nome dado ao Pica-pau pelos romanos antigos. 

## Taxonomia
Dendroplex picus
pertencia ao gênero Xiphorhynchus, mas estudos filogenéticos mostraram que a espécie se diferenciava do clado e o gênero Dendroplex, extinto nos anos 1950, foi resgatado para abrigá-la.   A distinção morfológica de Dendroplex é apoiada por dados de análises moleculares recentes, que sugerem que as espécies do gênero atual são distantemente relacionadas aos seus antigos congêneres e mais intimamente relacionadas a Lepidocolaptes e Campylorhamphus.

## Subespécies
São reconhecidas 13 subespécies de D. picus. A avaliação das variações geográficas é complicada pelas variações individuais marcantes da espécie, pelo menos em algumas populações. As subespécies podem ser divididas em dois grupos: o grupo picirostris do Panamá e norte e noroeste da América do Sul, e o grupo picus da Amazônia e leste da América do Sul. Esses dois grupos são tratados como espécies separadas por alguns autores, mas não por outros, devido à aparente hibridização na região do baixo rio Orinoco, na Venezuela. Vocalmente, os dois grupos são muito parecidos. A análise das músicas, gravações e sonogramas, não revela nenhuma diferença óbvia entre elas. 

Subespécies de Dendroplex picus
| ssp. extimus Griscom, 1927            | Distribuição: Centro e leste do Panamá (encosta do Pacífico do leste da Península de Azuero até Darién, também encosta do Caribe localmente na Zona do Canal) e noroeste da Colômbia (vales do baixo rio Atrato e do alto rio Sinú, em Córdoba). |  |
| ssp. dugandi Wetmore & Phelps, 1946   | Distribuição: terras baixas do noroeste da Colômbia, do sul da região de Santa Marta até o leste da Serra de Perijá, e ao sul ao longo da costa do Pacífico até o norte de Chocó e no Vale do Magdalena até o norte de Huila. |  |
| ssp. picirostris Lafresnaye, 1837     | Distribuição: terras baixas costeiras do norte da Colômbia (noroeste da região de Santa Marta, leste da península de Guajira) e extremo noroeste da Venezuela (leste da foz do lago de Maracaibo). |  |
| ssp. paraguanae Phelps & Phelps, 1962 | Distribuição: noroeste da Venezuela (Falcón, norte de Lara). |  |
| ssp. choicus Wetmore & Phelps, 1946   | Distribuição: centro-norte costeiro da Venezuela (leste de Falcón a leste de Miranda). |  |
| ssp. longirostris Richmond, 1896      | Distribuição: Ilha de Margarita, frente ao norte da Venezuela. |  |
| ssp. phalarus Wetmore, 1939           | Distribuição: norte da Venezuela (planícies interiores de Portuguesa, Apure ocidental e noroeste de Bolívar, do leste a Anzoátegui oriental, e ao longo da costa nordeste, de leste a Sucre). |  |
| ssp. saturatior                       | Distribuição: base leste dos Andes, leste da Colômbia (norte de Santander ao sul provavelmente até Meta) e oeste da Venezuela (centro e sul da bacia de Maracaibo, no sul de Zulia, noroeste de Táchira e oeste de Mérida). |  |
| ssp. duidae                           | Distribuição: curso superior do rio Orinoco e curso superior do rio Negro no leste da Colômbia (leste de Vichada), sul da Venezuela (noroeste de Bolívar e norte do Amazonas) e noroeste adjacente ao Brasil. |  |
| ssp. altirostris                      | Distribuição: Trindade e Tobago |  |
| ssp. deltanus                         | Distribuição: noroeste da Venezuela (Delta Amacuro). |  |
| ssp. picus                            | Distribuição: sul da Venezuela (sul de Anzoátegui, sul de Monagas, leste de Bolívar), as Guianas e o norte e nordeste do Brasil (baixo rio Negro ao leste até o Amapá e, ao sul do Amazonas, do rio Madeira ao leste até o Ceará e Pernambuco, ao sul até Goiás e, na costa atlântica, até o norte do Rio de Janeiro); *não está ainda claro se as aves do sudoeste (Pantanal) e do noroeste (ribeira norte do rio Solimões) do Brasil e o adjacente extremo-oeste da Colômbia e o nordeste do Equador se referem a espécie nominal ou a peruvianus. |  |
| ssp. peruvianus                       | Distribuição: Amazonia ocidental-sul, do leste do Peru e oeste da Amazônia brasileira (ao leste até o rio Juruá, possivelmente até o rio Madeira), ao sul do norte e oeste da Bolívia (ao sul até Cochabamba e Santa Cruz de La Sierra). |  |

## Distribuição geográfica
O arapaçu-de-bico-reto é uma espécie nativa das Américas Central e do Sul e encontra-se distribuido por Bolívia, Brasil, Colômbia, Equador, Guianas, Panamá, Peru, Trindade e Tobago e Venezuela.  No Brasil, o arapaçu-de-bico-branco é encontrado nas Regiões Norte, Nordeste, Centro-Oeste e no Espírito Santo. 

## Morfologia
Dendroplex picus mede cerca de 21 cm. Sua cabeça é cinza-acastanhada com muitos “pontos” brancos contornados de preto, com pescoço e parte do peito acompanhando o padrão pintado de branco contornado de preto. O restante do peito e o ventre são castanho-pálido. Suas asas são de cor cobre, assim como a sua cauda, adaptada para a vida arborícula, com penas semi-rígidas e a extremidade das raques modificadas em forma de ganchos.

## Ecologia
O arapaçu-de-bico-branco vive nas bordas de vegetação e habitats sucessionais que ocorrem em uma variedade de situações de terras baixas abertas, como matagais desérticos áridos, manguezais, savanas arborizadas, ilhas fluviais, matas de galeria, bordas de florestas, florestas abertas, florestas secundárias, florestas sazonalmente inundadas e ainda, clareiras antrópicas (plantações e áreas rurais com árvores dispersas) e áreas urbanas. Seu canto pode ser ouvido durante o dia, principalmente no começo da manhã e no final da tarde. Quando visto em voo, as cores mais notadas do arapuçu-do-bico-branco são o marrom ferrugem da asa e do corpo, em geral, e o cinza (com tons de marrom) de sua cabeça. É pássaro insetívoro,  frequentamente avistado em bandos mistos, escalando troncos e galhos de árvores, forrageando, sozinho ou em par,  em busca de insetos, larvas, ovos e pequenos répteis, no estrato médio e baixo da floresta.  Reprodução — a reprodução do Arapaçu-de-bico-branco ocorre no início e durante o período das chuvas no período com maior abundância de insetos. Arapaçus-de-bico-branco podem construir seus ninhos em tocas antigas de pica-pau, em uma cavidade natural de um tronco oco, em um cacto, entre folhas de palmeira, bromélias ou orquídeas epífitas. A fêmea deposita dois a três ovos, brancos, incubados por 15-17 dias. Macho e fêmea incubam os ovos e alimentam a prole durante o seu desenvolvimento. Os filhotes abandonam o ninho com 16-18 dias de idade. A espécie pode viver cerca de 8 anos.  